# 施諾斯維爾

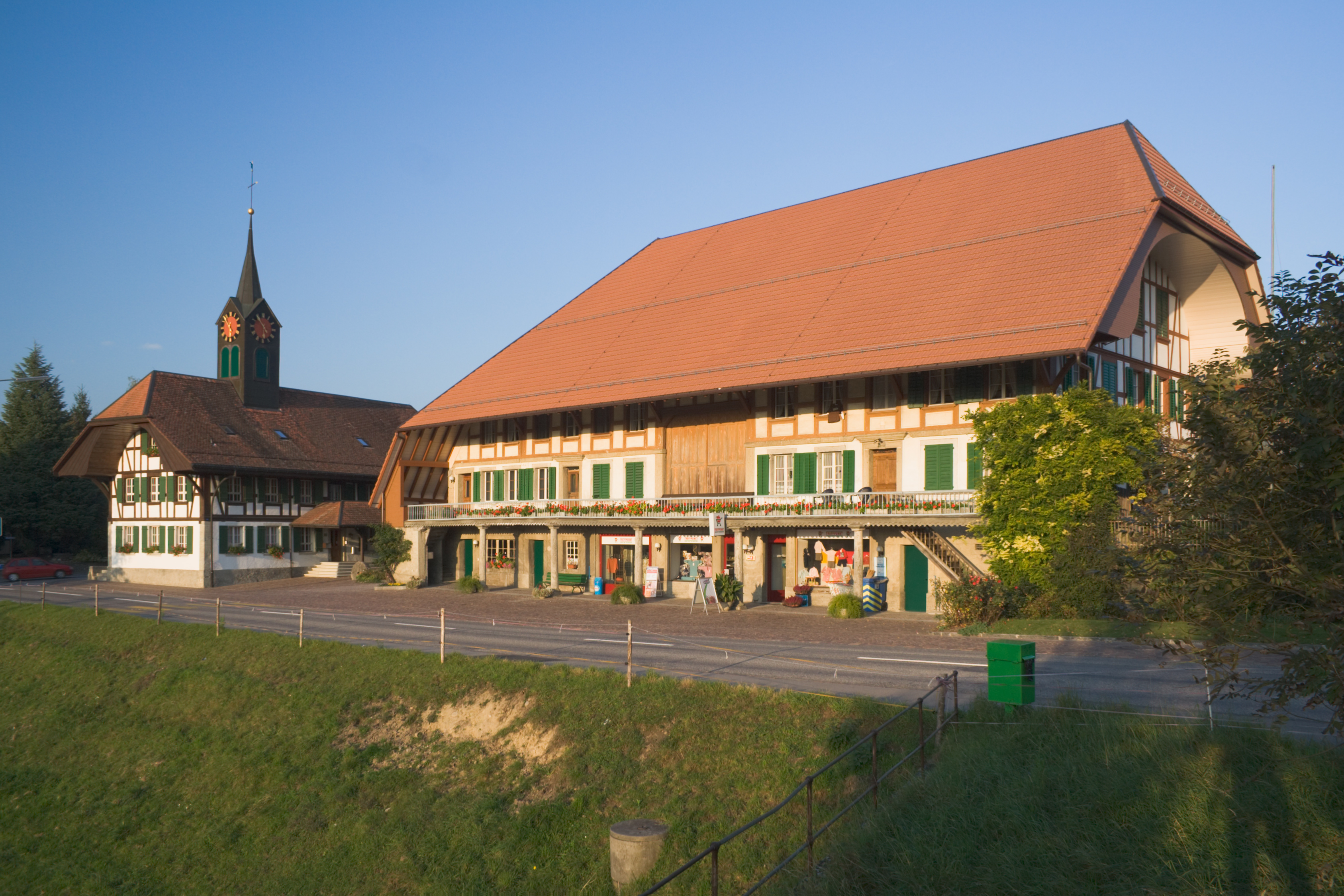

施諾斯維爾是瑞士的城鎮，位於該國北部，由索洛圖恩州負責管轄，面積7.18平方公里，海拔高度502米，2012年人口1,065，八成人口信奉基督教，人口密度每平方公里148人。